# Bulan (Sorsogon)
Bulan é um município de  primeira classe de renda municipal (d) na província Sorsogon, nas Filipinas. De acordo com o censo de 1 de maio  de  2020 possui uma população de 105 190 pessoas e 23 082 domicílios.